# RVS Verzekeringen
RVS Verzekeringen was een Nederlandse verzekeringsmaatschappij, waarvan de voorloper in 1838 werd opgericht, de afkorting RVS staat voor Rotterdamse Verzekerings Sociëteit. In 2011 ging de RVS op in de Nationale-Nederlanden om zo een groter publiek te bereiken. Gedurende het grootste deel van de 19e eeuw was de RVS gevestigd aan de Westerstraat 3 in Rotterdam. Begin jaren 90 van de 20e eeuw nam de RVS zijn intrek in het nieuwe pand van Nationale Nederlanden (Delftse Poort), in de kleinste van de twee torens. In 1995, na de fusie met Victoria Vesta, verhuisde het grootste deel van het personeel naar het Victoria Vesta pand in Ede in de provincie Gelderland.
De panden aan de Westerstraat moesten plaats maken voor de bouw van de Erasmusbrug.

## Fusies
Het aanvankelijke fonds Tot aller welzijn werd in 1838 opgericht door de Nederlander Theodorus Wijlacker (1804-1861) en had tot doel het verzorgen van een fatsoenlijke begrafenis voor de aangesloten klanten. In 1842 richten Wijlacker samen met een neef nog een begrafenisfonds op Hulp in en na het Leven. Beide fondsen fuseerden in 1844 en gingen verder onder de naam Tot aller Welzijn, Hulp in en na het Leven. In 1889 werd de naam RVS (Rotterdamsche Verzekering Sociëteit, vanaf 1895 Rotterdamsche Verzekering Sociëteiten) aangenomen en werd het gamma uitgebreid met ziekenfondsen en levensverzekeringen. De maatschappij was ook actief in België en ook bekend omwille van de grote metalen reclameborden met daarop het logo van een echtpaar van goeden huize, hoge hoed, wandelstok, parasol en hond, een logo dat in 1905 werd ontworpen door Tjeerd Bottema en nagenoeg in elk dorp zichtbaar was op strategisch plaatsen, ook in België.
In de jaren 60 werd RVS opgenomen in de Amfas-groep die later opging in Nationale-Nederlanden. In 1993 fuseerde het met Victoria Vesta maar bleef de merknaam behouden. Samen met de schaalvergroting werd het aanbod van verzekeringsproducten uitgebreid. In de jaren 90 ging alles op in de nieuw opgerichte ING Groep. In 2011 verdween de naam RVS uit de markt en werd onderdeel van Nationale Nederlanden (de latere NN Group).